# Tenente Portela
Tenente Portela es un municipio brasileño del estado de Rio Grande do Sul.
Se encuentra ubicado a una latitud de 27º22'16" Sur y una longitud de 53º45'30" Oeste, estando a una altitud de 390 metros sobre el nivel del mar. Su población estimada para el año 2004 era de 13.657 habitantes.
Ocupa una superficie de 341,66 km².

## Historia
Primeramente llamada Pari y después Miraguaí, hasta que en 1942 el municipio pasó a ser denominado "Tenente Portela", en memoria del teniente Mario Portela Fagundes, un idealista y revolucionario miembro de la Columna Prestes muerto en la Barra del Río Pardo, en 1925. 
El teniente Portela había sido el encargado de hallar un camino para la travesía sobre el río Uruguay y, en esa misión, el día 24 de enero de 1925, en las orillas del Río Pardo, en la actual Santa Catarina, el teniente entró en combate, atacado por las tropas legalistas provenientes de Palmeira das Missões.
El 18 de agosto de 1955, después de un plebiscito, una ley estadual creó el actual municipio de Tenente Portela.

## Imágenes

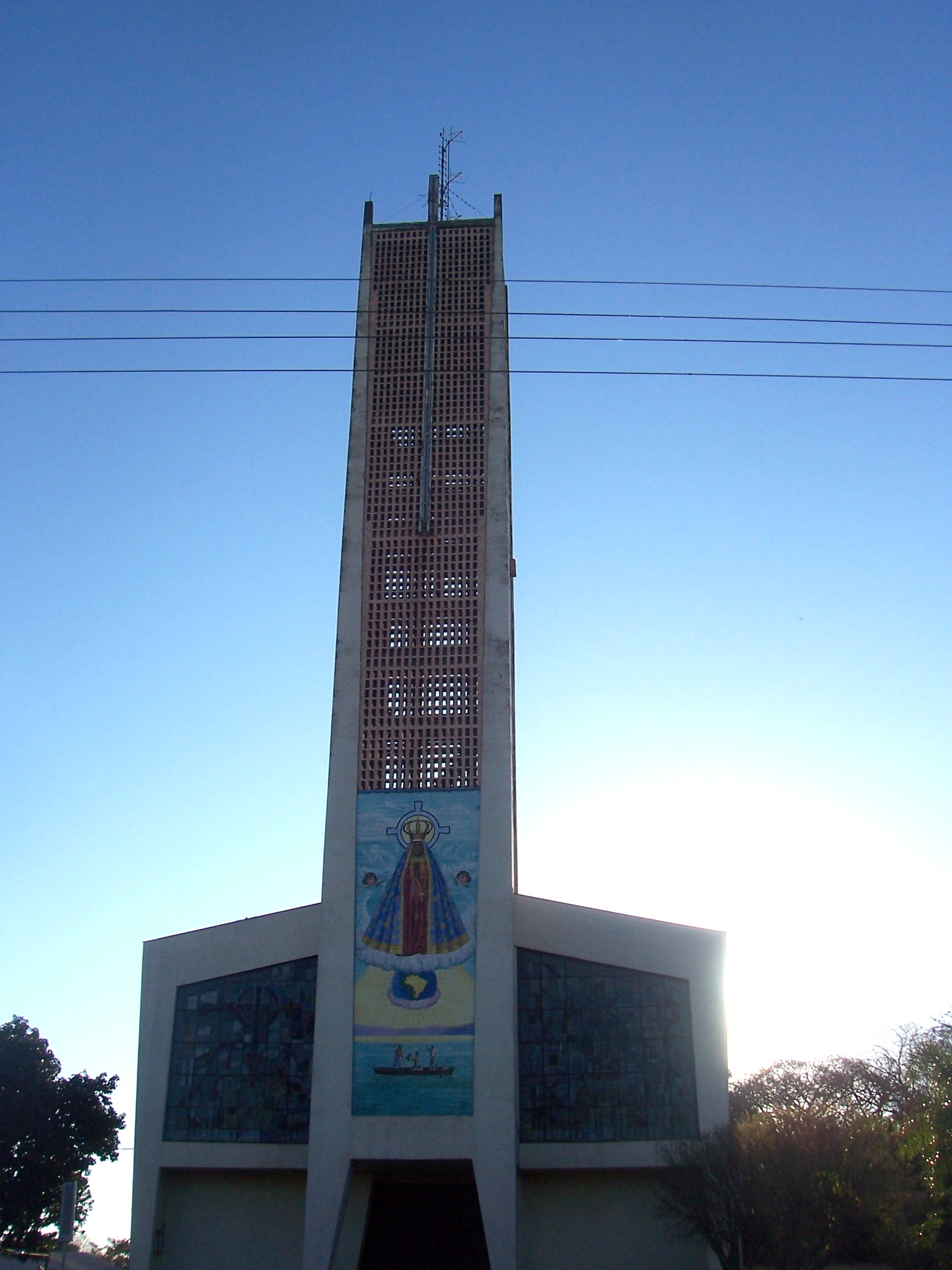
Iglesia de la ciudad.
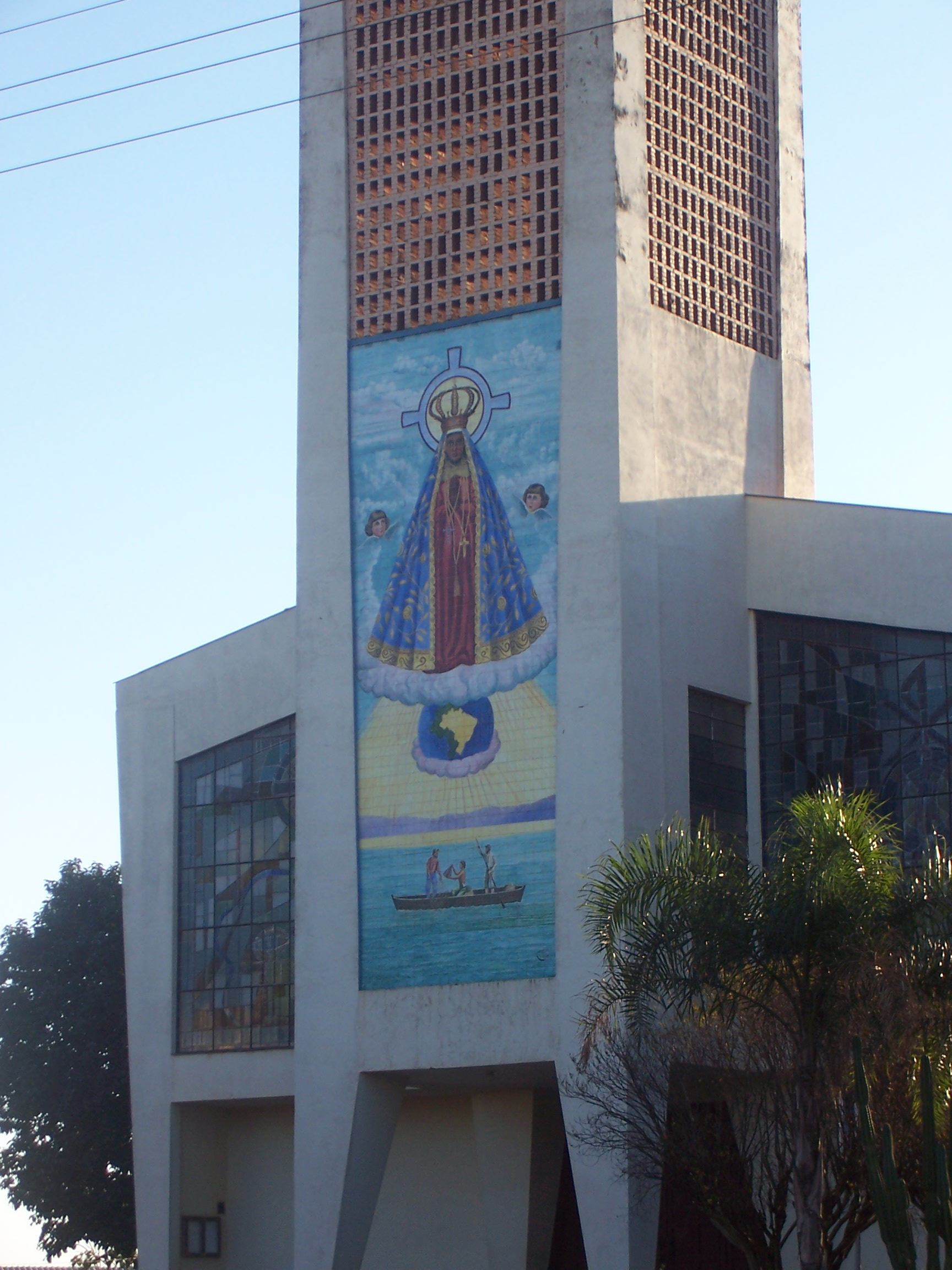
"Nuestra Señora Aparecida", en Tenente Portela.
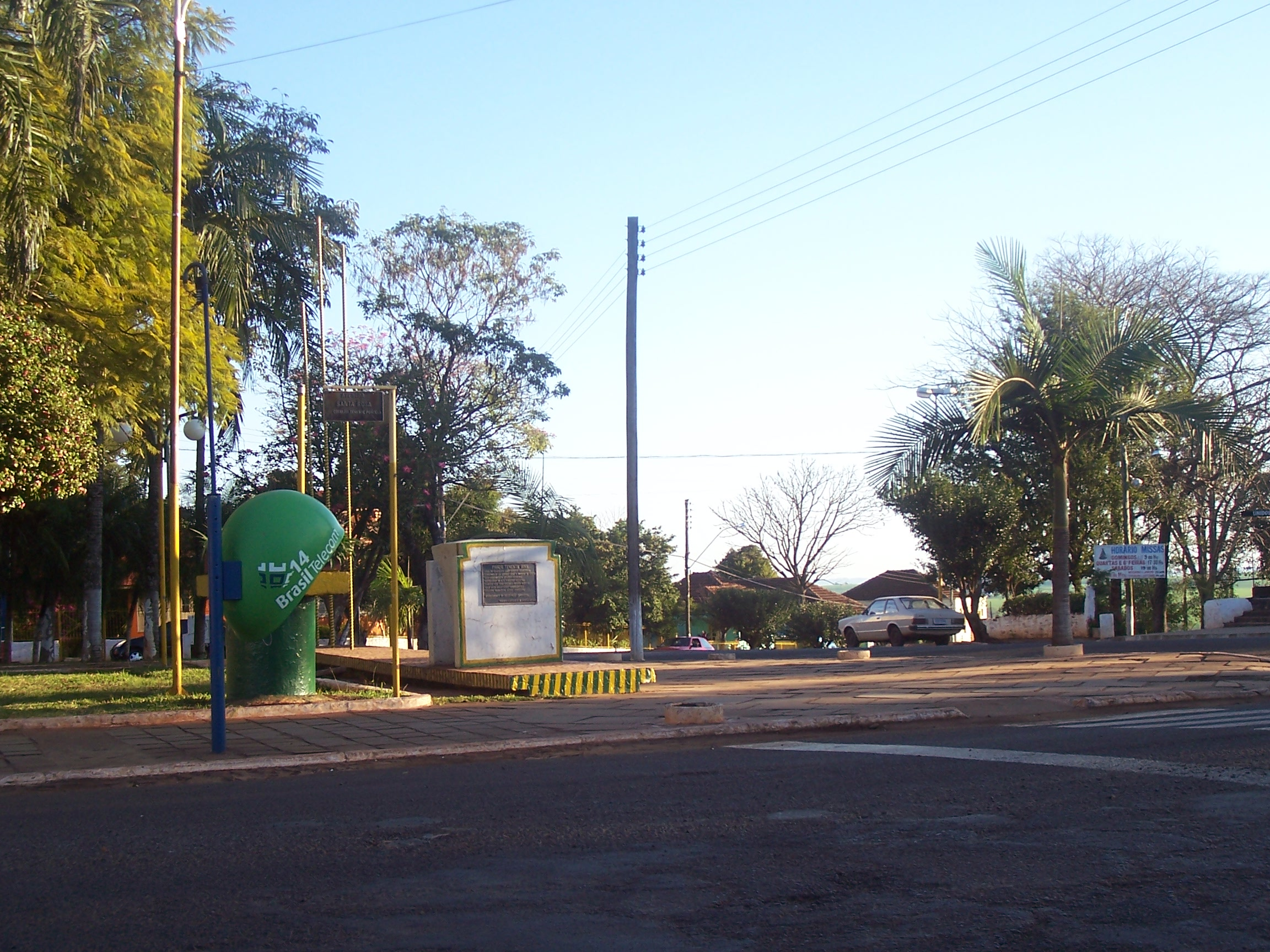
Plaza principal.

- Datos: Q1784447
- Multimedia: Tenente Portela / Q1784447